# بغداد إي آر
بغداد إي آر هو فيلم وثائقي أنتجته إتش بي أو في 21 مايو 2006. ويظهر الفيلم حرب العراق من منظور مستشفى عسكري في بغداد. يحتوي الفيلم على بعض المشاهد المزعجة نسبيًا (مثل البتر)، لذلك يحذر الجيش الأمريكي رسميًا من أن الأفراد العسكريين الذين يشاهدونه قد يعانون من أعراض اضطراب ما بعد الصدمة (اضطراب الكرب التالي للصدمة النفسية).
بعد حصوله على جائزة بيبودي، عرض الفيلم في برنامج هواء نقي على الإذاعة الوطنية العامة في 13 أبريل 2007.

## الجوائز والترشيحات

### جوائز
- جوائز إيمي:
  - جدارة استثنائية في صناعة الأفلام غير الروائية
  - تصوير سينمائي متميز لبرامج غير روائية – كاميرا واحدة
  - أفضل إخراج لبرامج غير روائية
  - أفضل تحرير صوتي لبرامج غير روائية – كاميرا واحدة أو كاميرا متعددة
- جائزة بيبودي
  - 2006[3]

### الترشيحات
- جوائز محرري السينما الأمريكية:
  - أفضل فيلم وثائقي تم تحريره[4]
- جوائز إيمي:
  - أفضل برامج تحرير الصور للبرامج غير الروائية – كاميرا واحدة
  - أفضل خلط صوتي للبرامج غير الروائية – كاميرا واحدة أو كاميرا متعددة

## روابط خارجية
بغداد إي آر  في قاعدة بيانات الأفلام على الإنترنت (بالإنجليزية)